# Wolfsland: Heimsuchung
Heimsuchung ist ein deutscher Fernsehfilm von Francis Meletzky aus dem Jahr 2019. Es handelt sich um den sechsten Filmbeitrag der ARD-Kriminalfilmreihe Wolfsland mit Götz Schubert und Yvonne Catterfeld in den Hauptrollen.

## Handlung
Die Kommissare Viola Delbrück und Burkhard ‚Butsch‘ Schulz aus Görlitz werden diesmal zu einer alten, stillgelegten Kondensatorenfabrik gerufen, auf deren Innenhof sich ein verlassenes Auto befindet. Bodo Tauchert vermisst seine Frau und glaubt, sie sei ermordet worden. Während Butsch der Meinung ist, Heike Tauchert habe ihren Mann sitzen gelassen, geht seine Kollegin Viola Delbrück davon aus, dass Tauchert selbst seine Frau auf dem Gewissen hat und die Vermisstenmeldung inszeniert war.
Bodo Tauchert hatte sich von 1987 bis 1989 in der DDR als Fluchthelfer betätigt und betreibt heute einen kleinen Lebensmittelladen, während seine Frau wochentags als Versicherungsvertreterin unterwegs ist. Daher ist es nicht ungewöhnlich, dass sie oftmals nicht zu Hause schläft. Heike Tauchert wurde auch von ihrem Chef schon eine Woche nicht gesehen, was ihm nicht weiter verdächtig vorkam, weil sie angeblich vorhatte, ein paar Tage privat nach Berlin zu fahren. Für Delbrück passt das aber nicht so recht in das Bild, das sie sich von Heike Tauchert versucht zu machen, denn offensichtlich hatte sie vor drei Tagen einen Termin bei ihrer Psychotherapeutin in Görlitz, den sie aber nicht abgesagt hat. Butsch sucht deshalb die Therapeutin auf und erfährt von ihr, dass Bodo Tauchert seine Frau telefonisch entschuldigt hätte, da sie angeblich krank gewesen wäre. Wieder ein Punkt, der den Ehemann für Delbrück verdächtig macht.
Nachdem Heike Taucherts Leiche im Wald gefunden wird, muss Butsch eingestehen, dass er Unrecht hatte. Bodo Tauchert wird vernommen, leugnet zwar, seiner Frau etwas angetan zu haben, doch nach Auswertung der Handydaten steht fest, dass er seiner Frau kurz vor ihrem Tod eine Drohung per SMS geschickt hatte. Das allein genügt jedoch nicht, um ihn zu verhaften.
Die Ermittlungen ergeben, dass Heike Tauchert tatsächlich vorhatte, ihren Mann zu verlassen. Der Grund dafür hatte mit seiner Tätigkeit als Fluchthelfer zu tun. Im Rahmen ihrer Therapie hatte Heike auch von ihrem Mann gefordert, sich seinen Problemen zu stellen. Das tat er und gestand ihr seine Schuld am Tod eines Hannes Kuballa, den er 1989 in den Westen bringen sollte, aber dann im Streit getötet hatte. Heike sprach darüber mit ihrer Therapeutin ohne zu ahnen, dass diese die Tochter von Hannes Kuballa ist, die als kleines Mädchen die Tat mit ansehen musste und danach verstört behauptete, ihr Vater sei von einem Wolf gefressen worden. Nachdem die Therapeutin nun erfahren hatte, wer ihre Kindheit zerstört hatte, brach ihr Trauma wieder auf und sie begann einen Rachetripp. Dem fiel zunächst Taucherts Frau zum Opfer und nun hat sie offensichtlich auch Bodo Tauchert selbst etwas angetan, denn er ist verschwunden. Kuballas Tochter hat ihn aber nur in den Wald gebracht, wo er ihrer Meinung nach „als Wolf hingehöre“ und dort an einem Baum gefesselt. Nach seiner Befreiung wird Kuballas Tochter in eine psychiatrische Klinik gebracht.

## Nebenhandlung
Nach Monaten muss Viola Delbrück noch einmal ihrem Exmann gegenübertreten, der sich in einer Gerichtsverhandlung wegen der Entführung und des Mordversuchs an ihr verantworten muss. Obwohl er sich selbst in allen Anklagepunkten für schuldig erklärt, macht er auch noch seiner Frau den Vorwurf mitschuldig zu sein, nur um sie psychisch weiterhin unter Druck zu setzen. Das verfehlt sein Ziel nicht und sie fühlt sich so weiterhin von Björn geistig verfolgt. Das beeinträchtigt ihre Arbeit in der Form, dass sie sich noch verbissener als sonst der Lösung des aktuellen Falls widmet.

## Produktionsnotizen
Die Dreharbeiten für Wolfsland: Heimsuchung dauerten vom 23. Januar bis zum 21. Februar 2019 und fanden in Görlitz und Umgebung statt. Die Erstausstrahlung erfolgte am 5. Dezember 2019 bei Das Erste.

## Rezeption

### Einschaltquote
Die Erstausstrahlung von Heimsuchung am 5. Dezember 2019 wurde in Deutschland von 4,62 Millionen Zuschauern gesehen und erreichte einen Marktanteil von 15,6 Prozent für Das Erste.

### Kritiken
Tilmann P. Gangloff urteilte auf tittelbach.tv: „Heimsuchung“  „überzeugt“ nicht so recht, obwohl der Film eine sehr „komplexe Geschichte“ erzählt. Es ist leider nur „ein durchschnittlicher TV-Krimi, selbst wenn sich Weidingers Musik redlich um Mystery-Atmosphäre bemüht. Die vermittelte Erkenntnis, dass ‚Seelenklempner‘ selbst ‚einen an der Klatsche‘ haben, ist ohnehin ziemlich abgedroschen.“
Das Hamburger Abendblatt schrieb: „Den Papa hat der Wolf gefressen - sagt das kleine Mädchen mit der roten Kappe. Was märchenhaft beginnt, wird für die Görlitzer Kommissare Schulz und Delbrück im sechsten Teil der ‚Wolfsland‘-Reihe ein verzwickter Fall. Und anfangs steht selbst das in Frage.“